# El Retiro
El Retiro, o anche semplicemente Retiro, è un comune della Colombia ubicato nelle Ande, facente parte del dipartimento di Antioquia.
Il centro abitato venne fondato da un gruppo di coloni guidato da Juan José Mejía nel 1790, mentre l'istituzione del comune è del 1814.